# Montferrand-la-Fare
Pour les articles homonymes, voir Montferrand.
Montferrand-la-Fare est une commune française située dans le département de la Drôme en région Auvergne-Rhône-Alpes.

## Géographie

### Localisation
Rattachée à la communauté de communes des Baronnies en Drôme Provençale, Montferrand-la-Fare est situé à 40 km à l'est de Nyons, 13 km au sud-est de Rémuzat qui est le chef-lieu de canton, 30 km à l'ouest de Serres dans les Hautes-Alpes.

### Relief et géologie
Environnement accidenté.

### Hydrographie
Rivière : la Marcijaye.

### Climat
Pour des articles plus généraux, voir Climat d'Auvergne-Rhône-Alpes et Climat de la Drôme.
En 2010, le climat de la commune est de type climat méditerranéen altéré, selon une étude du CNRS s'appuyant sur une série de données couvrant la période 1971-2000. En 2020, Météo-France publie une typologie des climats de la France métropolitaine dans laquelle la commune est exposée à un climat de montagne ou de marges de montagne et est dans la région climatique  Alpes du sud, caractérisée par une pluviométrie annuelle de 850 à 1 000 mm, minimale en été. 
Pour la période 1971-2000, la température annuelle moyenne est de 11,2 °C, avec une amplitude thermique annuelle de 16,2 °C. Le cumul annuel moyen de précipitations est de 964 mm, avec 7,5 jours de précipitations en janvier et 4,6 jours en juillet. Pour la période 1991-2020, la température moyenne annuelle observée sur la station météorologique de Météo-France la plus proche, sur la commune de Rosans à 4 km à vol d'oiseau, est de 11,7 °C et le cumul annuel moyen de précipitations est de 826,9 mm,. Pour l'avenir, les paramètres climatiques de la commune estimés pour 2050 selon différents scénarios d'émission de gaz à effet de serre sont consultables sur un site dédié publié par Météo-France en novembre 2022.

## Urbanisme

### Typologie
Au 1er janvier 2024, Montferrand-la-Fare est catégorisée commune rurale à habitat très dispersé, selon la nouvelle grille communale de densité à 7 niveaux définie par l'Insee en 2022.
Elle est située hors unité urbaine et hors attraction des villes,.

### Occupation des sols
L'occupation des sols de la commune, telle qu'elle ressort de la base de données européenne d’occupation biophysique des sols Corine Land Cover (CLC), est marquée par l'importance des forêts et milieux semi-naturels (74,7 % en 2018), en augmentation par rapport à 1990 (72,6 %). La répartition détaillée en 2018 est la suivante : 
forêts (58,9 %), zones agricoles hétérogènes (18,9 %), milieux à végétation arbustive et/ou herbacée (15,8 %), prairies (4,2 %), terres arables (2,3 %). L'évolution de l’occupation des sols de la commune et de ses infrastructures peut être observée sur les différentes représentations cartographiques du territoire : la carte de Cassini (XVIIIe siècle), la carte d'état-major (1820-1866) et les cartes ou photos aériennes de l'IGN pour la période actuelle (1950 à aujourd'hui).

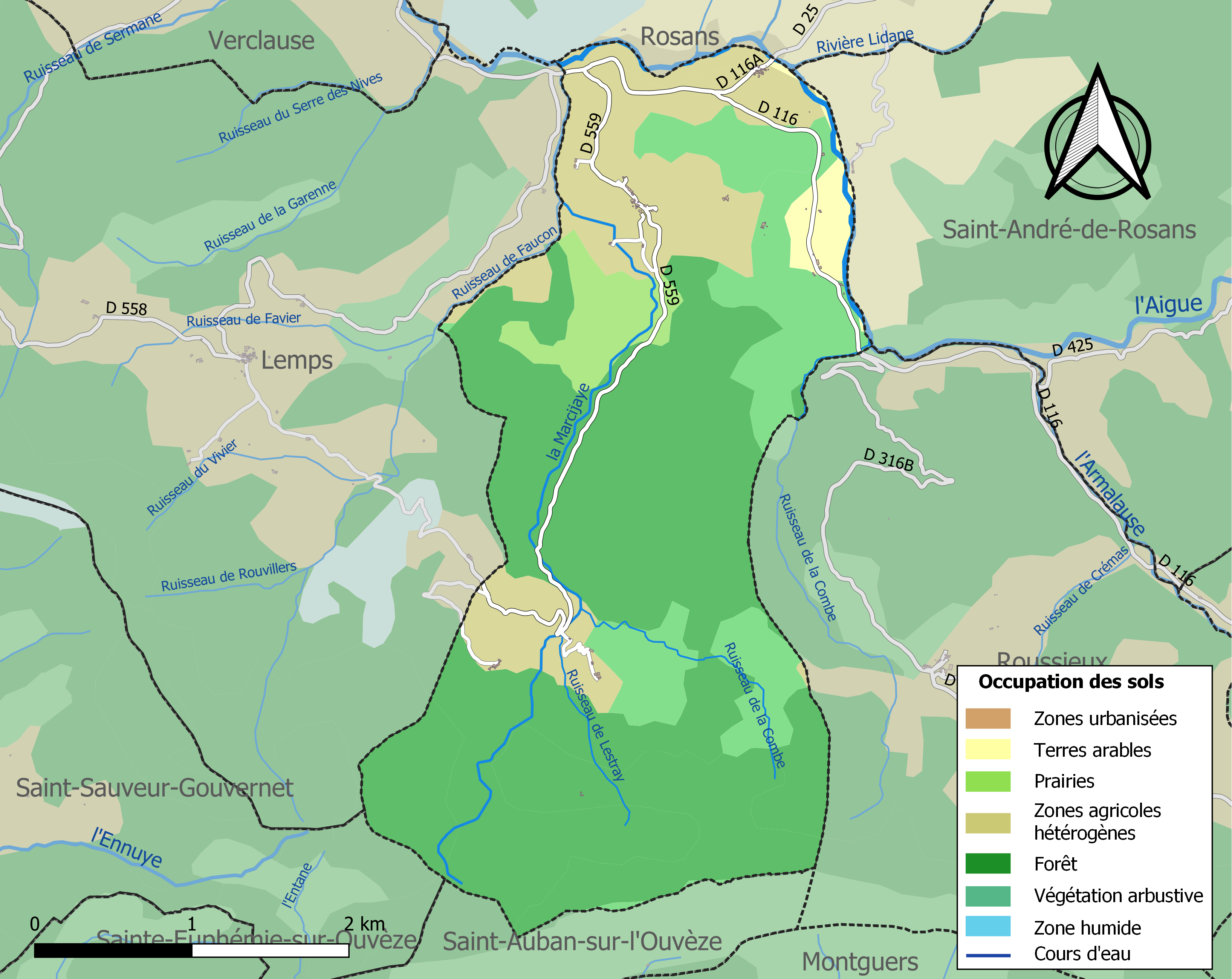
Carte des infrastructures et de l'occupation des sols de la commune en 2018 (CLC).

## Toponymie

### Attestations

#### Montferrand
Dictionnaire topographique du département de la Drôme :
- 1273 : castrum de Monte-Ferrando (inventaire des dauphins, 226).
- 1305 : Mons Ferrandus (cartulaire de l'Île-Barbe).
- 1891 : Montferrand, commune du canton de Rémuzat.

#### La Fare
Dictionnaire topographique du département de la Drôme :
- 1183 : capella de Phara (Masures de l'Isle Barbe, 117).
- 1266 : Fara (inventaire des dauphins, 223).
- 1273 : castrum de Fara (inventaire des dauphins, 226).
- 1891 : La Fare, commune du canton de Rémuzat. L'une des plus petites communes de France (trois habitants).

#### Montferrand-la Fare
- (non daté)[réf. nécessaire] : Montferrand-la-Fare, à la suite du rattachement de La Fare à Montferrand[1].

### Étymologie
Montferrand
La Fare

## Histoire

### Du Moyen Âge à la Révolution

#### Montferrand
La seigneurie :
- Au point de vue féodal, Montferrand était une terre des barons de Montauban.
- 1265 : les Montauban l'hommagent aux abbés de l'Île-Barbe.
- Début XIVe siècle : la terre est inféodée à une famille de son nom.
- Vers 1350 : passe (par mariage) aux Rosans. Une partie des droits appartient aux (de) Pierre.
- 1370 : passe (par héritage) aux Morges.
- 1407 : toute la terre appartient aux (de) Pierre.
- 1452 : la terre est vendue aux Alauzon.
- Vers 1621 : passe aux Delhomme.
- Milieu XVIIIe siècle : passe aux Gruel, derniers seigneurs.

Avant 1790, Montferrand était une communauté de l'élection de Montélimar et de la subdélégation et du bailliage du Buis;

Elle formait une paroisse du diocèse de Gap, dont l'église était sous le vocable de Notre-Dame-de-Pitié et dont les dîmes appartenaient au prieur de Lemps, qui présentait à la cure :

#### La Fare
La seigneurie :
- Sur le plan féodal, la terre était du fief des barons de Montauban et de l'arrière-fief des abbés de l'Île-Barbe.
- 1277 : elle appartient aux Agoult-de-Mison.
- 1317 : elle passe aux dauphins.
- Elle est donnée aux Monteynard
- Milieu XIVe siècle : vendue aux Isoard.
- 1483 : passe aux Thollon de Sainte-Jalle.
- 1545 : vendue aux Delhomme.
- Première moitié du XVIIe siècle : les biens des Delhomme passent aux Manent, aux Caritat, aux Maynier et aux Estoard.
- 1789 : monsieur du Châtelard, héritier des Manent, est le dernier seigneur.

Avant 1790, la Fare était une communauté de l'élection de Montélimar, de la subdélégation et du bailliage du Buis. Elle faisant partie de la paroisse de Lemps et du diocèse de Gap :

### De la Révolution à nos jours
En 1790, les deux communes font partie du canton de Rémuzat,.

## Politique et administration

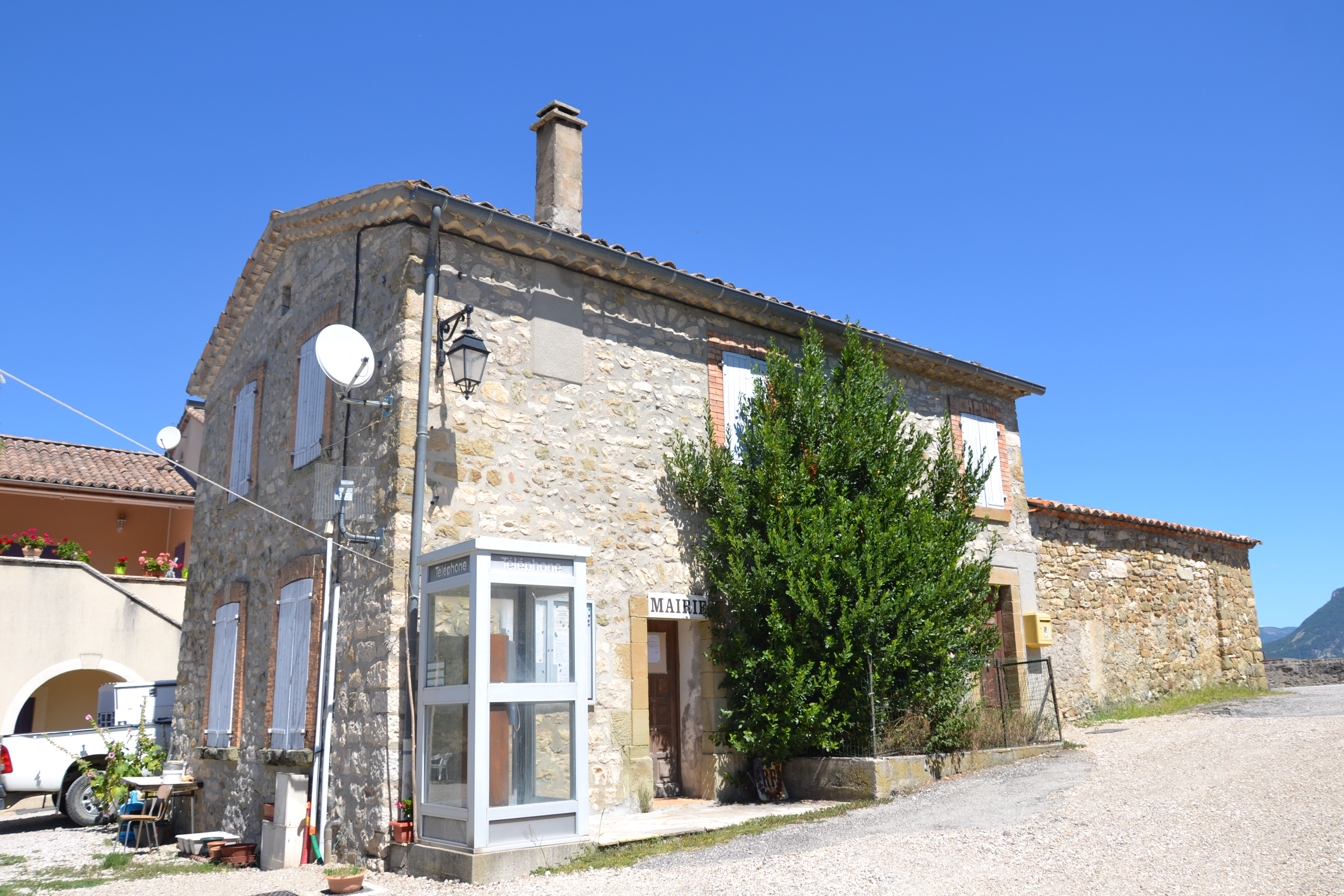
Mairie de Montferrand-la-Fare.

### Liste des maires
| Période                                  | Période                      | Identité                            | Étiquette     | Qualité              |
| ---------------------------------------- | ---------------------------- | ----------------------------------- | ------------- | -------------------- |
| Les données manquantes sont à compléter. |                              |                                     |               |                      |
| 1871                                     |                              | ?                                   |               |                      |
| 1874                                     |                              | ?                                   |               |                      |
| 1878                                     |                              | ?                                   |               |                      |
| 1884                                     |                              | ?                                   |               |                      |
| 1888                                     |                              | ?                                   |               |                      |
| 1892                                     |                              | ?                                   |               |                      |
| 1896                                     |                              | ?                                   |               |                      |
| 1900                                     |                              | ?                                   |               |                      |
| 1904                                     |                              | ?                                   |               |                      |
| 1908                                     |                              | ?                                   |               |                      |
| 1912                                     |                              | ?                                   |               |                      |
| 1919                                     |                              | ?                                   |               |                      |
| 1925                                     |                              | ?                                   |               |                      |
| 1929                                     |                              | ?                                   |               |                      |
| 1935                                     |                              | ?                                   |               |                      |
| 1945                                     |                              | ?                                   |               |                      |
| 1947                                     |                              | ?                                   |               |                      |
| 1953                                     |                              | ?                                   |               |                      |
| 1959                                     |                              | ?                                   |               |                      |
| 1965                                     |                              | ?                                   |               |                      |
| 1971                                     |                              | ?                                   |               |                      |
| 1977                                     |                              | ?                                   |               |                      |
| 1983 (ou 1984 ?)                         | 1989                         | Paul Arnaud                         | apparenté PCF | agriculteur retraité |
| 1989                                     | 1995                         | Paul Arnaud                         |               | maire sortant        |
| 1995                                     | 2001                         | Paul Arnaud                         |               | maire sortant        |
| 2001                                     | 2008                         | Paul Arnaud                         |               | maire sortant        |
| 2008                                     | 2014                         | Paul Arnaud                         |               | maire sortant        |
| 2014                                     | 2020                         | Paul Arnaud                         |               | maire sortant        |
| 2020                                     | En cours (au 9 janvier 2021) | Sylvie Garnero[source insuffisante] |               |                      |

## Population et société

### Démographie
L'évolution du nombre d'habitants est connue à travers les recensements de la population effectués dans la commune depuis 1793. Pour les communes de moins de 10 000 habitants, une enquête de recensement portant sur toute la population est réalisée tous les cinq ans, les populations de référence des années intermédiaires étant quant à elles estimées par interpolation ou extrapolation. Pour la commune, le premier recensement exhaustif entrant dans le cadre du nouveau dispositif a été réalisé en 2006.

En 2022, la commune comptait 27 habitants, en évolution de −10 % par rapport à 2016 (Drôme : +2,64 %, France hors Mayotte : +2,11 %).
| 1793 | 1800 | 1806 | 1821 | 1831 | 1836 | 1841 | 1846 | 1851 |
| ---- | ---- | ---- | ---- | ---- | ---- | ---- | ---- | ---- |
| 102  | 104  | 133  | 154  | 172  | 162  | 181  | 186  | 190  |

| 1856 | 1861 | 1866 | 1872 | 1876 | 1881 | 1886 | 1891 | 1896 |
| ---- | ---- | ---- | ---- | ---- | ---- | ---- | ---- | ---- |
| 223  | 169  | 172  | 155  | 162  | 162  | 136  | 117  | 96   |

| 1901 | 1906 | 1911 | 1921 | 1926 | 1931 | 1936 | 1946 | 1954 |
| ---- | ---- | ---- | ---- | ---- | ---- | ---- | ---- | ---- |
| 101  | 98   | 96   | 91   | 78   | 70   | 58   | 48   | 43   |

| 1962 | 1968 | 1975 | 1982 | 1990 | 1999 | 2006 | 2011 | 2016 |
| ---- | ---- | ---- | ---- | ---- | ---- | ---- | ---- | ---- |
| 37   | 40   | 46   | 35   | 32   | 46   | 50   | 37   | 30   |

| 2021 | 2022 | - | - | - | - | - | - | - |
| ---- | ---- | - | - | - | - | - | - | - |
| 27   | 27   | - | - | - | - | - | - | - |

### Enseignement
La commune relève de l’académie de Grenoble.

### Manifestations culturelles et festivités
Fête : le 19 mars.

### Loisirs
- Randonnées : sentiers pédestres[1].

### Médias
- L'Agriculture Drômoise, journal d'informations agricoles et rurales couvrant l'ensemble du département de la Drôme.
- Le Dauphiné libéré, quotidien régional.
- France Bleu, radio.

## Économie

### Agriculture
En 1992 : bois, pâturages (ovins).

## Culture locale et patrimoine

### Lieux et monuments
- Église Notre-Dame-de-Pitié de Montferrand-la-Fare (XIXe siècle)[1].
- Chapelle à la Fare : désaffectée[1].

### Patrimoine culturel
Cinéma : dans Le Fils de l'Épicier, une des scènes est tournée devant l'église du village[réf. nécessaire].

### Héraldique, logotype et devise
|  | Montferrand-la-Fare possède des armoiries dont l'origine et le blasonnement exact ne sont pas disponibles. |